# Silnice II/591 (Slovensko)
Silnice II. třídy 591 (II/591) je silnice II. třídy na Slovensku v okresech Banská Bystrica, Zvolen, Detva a Veľký Krtíš. Je dlouhá 67,789 km. 

## Průběh
Silnice začíná v Banské Bystrici křižovatkou se silnicí I/66 a pokračuje přes obce Horná Mičiná, Dolná Mičiná, Čerín a Sebedín-Bečov. Přechází do okresu Zvolen a pokračuje přes Zolnou a Zvolenskou Slatinu (peáž se silnicí I/16) do okresu Detva. Přes Víglaš, Slatinské Lazy, Starou Hutu (kříží silnici II/526) a Horný Tisovník směřuje do okresu Velký Krtíš. Tady II/591 spojuje obce Dolný Tisovník, Červeňany, Šuľa, Senné, Brusník, Horná Strehová, (kříží I/75) Vieska a Dolná Strehová, kde na křižovatce s II/585 končí.